# 東陽 (江東区)
東陽（とうよう）は、東京都江東区の地名。現行行政地名は東陽一丁目から東陽七丁目。住居表示実施済区域。

## 地理
東京都江東区の地理的中央部に位置し、深川地域に属する。北に千石、東に南砂・新砂、南に塩浜、西に木場と隣接する。町域の北辺を仙台堀川、南辺を汐浜運河、西辺を大横川および大横南川支川と接する。また町域北部を横十間川が東西に流れる。横十間川には親水公園が設置されている。
海抜−1m前後の低地である。また、東陽2丁目の一部は、海抜＋1.1となっている。

## 概要
江東区役所の所在地であり、江東区の行政上の中心である。企業のオフィスビルが集積していることでも知られる。

### 地名の変遷
1967年（昭和42年）の住居表示実施以前は「深川東陽町」と名乗っていたが、住居表示実施時にその「深川東陽町」の他、「深川洲崎弁天町」、「深川加崎町」、「深川平井町」、「深川豊住町」をあわせ、大横川の東側一帯を東陽一～七丁目として再編（その際、一部を「南砂」に編入）し、現在に至る（前述地域に「深川木場」、「深川平久町」を併せ大横川西側一帯に再編されたのが、現在の「木場」である）。

### 地名の由来
旧：西平井町に1900年（明治33年）に開校した江東区立東陽小学校の名に由来するが、その東陽小学校の名の由来は不明。

## 地価
住宅地の地価は、2025年（令和7年）1月1日の公示地価によれば、東陽1-33-6の地点で68万円/m2となっている。

## 世帯数と人口
2023年（令和5年）1月1日現在（東京都発表）の世帯数と人口は以下の通りである。
| 丁目       | 世帯数     | 人口     |
| ---------- | ---------- | -------- |
| 東陽一丁目 | 3,094世帯  | 4,777人  |
| 東陽二丁目 | 2,890世帯  | 6,205人  |
| 東陽三丁目 | 2,250世帯  | 3,293人  |
| 東陽四丁目 | 2,145世帯  | 3,882人  |
| 東陽五丁目 | 2,597世帯  | 4,242人  |
| 東陽六丁目 | 954世帯    | 1,902人  |
| 東陽七丁目 | 763世帯    | 1,569人  |
| 計         | 14,693世帯 | 25,870人 |

### 人口の変遷
国勢調査による人口の推移。
| 年                 | 人口   |
| ------------------ | ------ |
| 1995年（平成7年）  | 22,488 |
| 2000年（平成12年） | 21,390 |
| 2005年（平成17年） | 21,507 |
| 2010年（平成22年） | 21,834 |
| 2015年（平成27年） | 23,039 |
| 2020年（令和2年）  | 25,557 |

### 世帯数の変遷
国勢調査による世帯数の推移。
| 年                 | 世帯数 |
| ------------------ | ------ |
| 1995年（平成7年）  | 9,446  |
| 2000年（平成12年） | 9,631  |
| 2005年（平成17年） | 10,296 |
| 2010年（平成22年） | 11,086 |
| 2015年（平成27年） | 12,452 |
| 2020年（令和2年）  | 13,864 |

## 学区
区立小・中学校に通う場合、学区は以下の通りとなる（2023年4月時点）。
| 丁目       | 番地                 | 小学校             | 中学校                 |
| ---------- | -------------------- | ------------------ | ---------------------- |
| 東陽一丁目 | 全域                 | 江東区立南陽小学校 | 江東区立東陽中学校     |
| 東陽二丁目 | 全域                 | 江東区立南陽小学校 | 江東区立東陽中学校     |
| 東陽三丁目 | 1〜5番 20～22番 28番 | 江東区立南陽小学校 | 江東区立東陽中学校     |
| 東陽三丁目 | 6～19番 23～27番     | 江東区立東陽小学校 | 江東区立東陽中学校     |
| 東陽四丁目 | 1番                  | 江東区立南陽小学校 | 江東区立東陽中学校     |
| 東陽四丁目 | 2〜6番               | 江東区立東陽小学校 | 江東区立東陽中学校     |
| 東陽四丁目 | 7〜12番              | 江東区立東陽小学校 | 江東区立深川第四中学校 |
| 東陽五丁目 | 全域                 | 江東区立東陽小学校 | 江東区立深川第四中学校 |
| 東陽六丁目 | 全域                 | 江東区立東陽小学校 | 江東区立深川第四中学校 |
| 東陽七丁目 | 全域                 | 江東区立東陽小学校 | 江東区立深川第四中学校 |

## 交通

### 鉄道
- 東京メトロ東西線 東陽町駅

### バス
当地区内には、東陽町駅前、東陽操車所、東陽三丁目、東陽五丁目、東陽六丁目、東陽一丁目、豊住橋、江東区役所前の停留所がある。以下の路線が当地区内を通っており、東京都交通局により運行されている。
- 都07系統（永代通り）
- 木11系統（永代通り）
- 錦13系統（大門通り）
- 陽20系統（永代通り）
- 門21系統（永代通り）
- 亀21系統（永代通り）
- 東22系統（四ツ目通り、永代通り）
- 錦22系統（四ツ目通り、永代通り）

### 道路
- 東京都道・千葉県道10号東京浦安線（永代通り）
- 東京都道465号深川吾嬬町線（四ツ目通り）
- 大門通り

橋梁
- 仙台堀川
  - 石住橋
  - 千田橋
  - 豊住橋
- 横十間川
  - 豊砂橋
  - 井住橋
  - 平住橋
  - 富士見橋
- 大横川
  - 茂森橋
  - 大横橋
  - 沢海橋
- 大横南川支川
  - 弁天橋
  - 西洲崎橋
- 汐浜運河
  - 南開橋
  - 東陽橋

## 事業所
2021年（令和3年）現在の経済センサス調査による事業所数と従業員数は以下の通りである。
| 丁目       | 事業所数    | 従業員数 |
| ---------- | ----------- | -------- |
| 東陽一丁目 | 144事業所   | 1,201人  |
| 東陽二丁目 | 178事業所   | 10,101人 |
| 東陽三丁目 | 387事業所   | 3,701人  |
| 東陽四丁目 | 239事業所   | 6,226人  |
| 東陽五丁目 | 258事業所   | 3,096人  |
| 東陽六丁目 | 90事業所    | 4,294人  |
| 東陽七丁目 | 50事業所    | 4,803人  |
| 計         | 1,346事業所 | 33,422人 |

### 事業者数の変遷
経済センサスによる事業所数の推移。
| 年                 | 事業者数 |
| ------------------ | -------- |
| 2016年（平成28年） | 1,258    |
| 2021年（令和3年）  | 1,346    |

### 従業員数の変遷
経済センサスによる従業員数の推移。
| 年                 | 従業員数 |
| ------------------ | -------- |
| 2016年（平成28年） | 30,428   |
| 2021年（令和3年）  | 33,422   |

## 施設
行政
- 江東区役所（東陽四丁目）

教育
- 区立小学校
  - 江東区立東陽小学校
  - 江東区立南陽小学校
- 区立中学校
  - 江東区立東陽中学校
- 都立高等学校
  - 東京都立深川高等学校
- 特別支援学校
  - 東京都立江東特別支援学校

公園
- 横十間川親水公園
- 豊住公園

## 本社を置く企業
- ダイエー
- ソントン食品
- あらた
- ジュピターショップチャンネル
- 秀和システム
- 新日本ヘリコプター
- ポリフォニー・デジタル
- 郵便局物販サービス

## 出身・ゆかりのある人物
- 武部申策（壮士・町内の洲崎に邸宅を構えたことから洲崎の殿様と呼ばれた）
- 須藤元気（元 参議院議員、総合格闘家、飲食店経営者）
- 松坂大輔（元 プロ野球選手、野球解説者、野球評論家）
- 三遊亭楽天（落語家）

## その他

### 日本郵便
- 郵便番号 : 135-0016[3]（集配局 : 深川郵便局[17]）。